# Izrael Szochat
Izrael Szochat (hebr. ישראל שוחט;1886-1962) był założycielem i kluczową postacią w Bar-Giora i Ha-szomer, dwóch prekursorów Sił Obronnych Izraela.

## Życiorys

### Rosja i Niemcy
Izrael Szochat urodził się w 1886 r. w Łyskowie, w guberni grodzieńskiej Cesarstwa Rosyjskiego (dzisiejsza Białoruś, kilka kilometrów na zachód od Różany). Jako dziecko miał korepetytorów języka hebrajskiego i rosyjskiego. Był członkiem założycielem Poalej Syjon w Grodnie i utworzył żydowską ligę samoobrony w 1903 roku po pogromie w Kiszyniowie. Wyjechał do Niemiec, aby studiować agronomię, ale po zaledwie trzech miesiącach porzucił studia i wyjechał do Palestyny.

### Palestyna
W 1904 roku Izrael Szochat i jego brat Eliezer Szochat wyemigrowali do Palestyny. Pracowali jako pracownicy polowi na polach i sadach Petach Tikwa. Przeniósł się do Riszon le-Cijjon, aby pracować w winnicy. Duży wpływ na niego wywarł Michael Halperin, żydowski wizjoner, który chciał stworzyć plemię żydowskich Beduinów i armię hebrajską. W Riszon le-Cijjon poznał Aleksandra Zaïda i podzielił się z nim swoimi radykalnymi socjalistycznymi ideami. Zaid przyjął je entuzjastycznie i oświadczył: „Jestem z wami, na całe życie lub śmierć, zacznijmy od teraz!”. W Riszon le-Cijjon przeszedł pierwszy atak malarii, która miała go nękać do końca życia.
Izrael Szochat przeniósł się do Jerozolimy, aby przekonać przywódców jesziw do przyłączenia się do wysiłków na rzecz stworzenia narodowej siły roboczej. Jego próby zawiodły. Aby się utrzymać, czyścił buty pod Bramą Jafy. W wyniku astmy został zmuszony do rezygnacji z pracy fizycznej i pracował jako asystent Izraela Belkinda. Zainteresował się Czerkiesami mieszkającymi w Palestynie, jako przykładem tego, jak niewielka mniejszość może zachować swoją tożsamość i dumę w często wrogim środowisku. Kluczem dla Szochata było to, że uprawiali swoją ziemię i chronili ją własnymi rękami.
Szochat był naturalnym konspiratorem i do 1906 roku utworzył podziemną grupę z około 25 zwolennikami, głównie w Dolnej Galilei. Kiedyś obserwował nowo przybyłych schodzących z łodzi w Jaffie w poszukiwaniu kolejnych rekrutów. Tam wypatrzył 20-letniego Davida Ben Guriona, którego zaprosił na konferencję założycielską tamtejszego oddziału Poalej Syjon – „Żydowskiej Socjaldemokratycznej Partii Robotniczej na Ziemi Izraela” – w październiku 1906 roku. W konferencji uczestniczyła również jedyna inna grupa marksistowska z siedzibą w Jaffie, Rostowianie, grupa 30 młodych mężczyzn z Rostowa, którzy poświęcili się stworzeniu jednego arabsko-żydowskiego proletariatu. Korzystając z obecności swoich zwolenników, Szochat zaaranżował wybór Ben Guriona na przewodniczącego, który wywarł wrażenie, nalegając, aby obrady odbywały się w języku hebrajskim. Ze względów praktycznych dyskusje odbywały się w języku rosyjskim i jidysz. Szochat sfałszował również tajne głosowanie, tak że on i Ben Gurion byli członkami 10-osobowego komitetu, któremu powierzono odpowiedzialność za napisanie manifestu. Powstały w ten sposób program Ramleha został przyjęty na drugim spotkaniu 15 delegatów, które odbyło się w styczniu następnego roku. Program w języku hebrajskim miał wiele podobieństw do Manifestu Komunistycznego, ale zawierał: „partia dąży do politycznej niezależności narodu żydowskiego w tym kraju”. Nakazywał również, że wszystkie działania partyjne powinny być prowadzone w języku hebrajskim i że powinna istnieć segregacja gospodarki żydowskiej i arabskiej. to znaczy Żydowskie przedsiębiorstwa nie powinny zatrudniać Arabów. Szochat i Ben Gurion nadal blisko ze sobą współpracowali przez krótki czas, zanim Ben Gurion powrócił do swojego życia jako pionier. W tamtym czasie był mniej wojowniczy niż Szochat, a zwłaszcza nie czuł się komfortowo z doniesieniami o bandytach Szochata wywłaszczających fundusze w Jerozolimie.

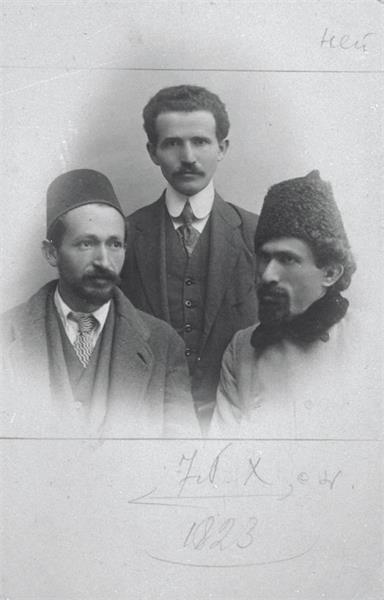
Ben Cwi, Ben Gurion i Szochat

Przybycie Icchaka Ben-Cwi w kwietniu 1907 r. zmieniło wszystko. W maju odbyła się nowa konferencja, na której Ben Cwi i Rostowian zostali wybrani do Komitetu Centralnego; cała polityka Ben Guriona – hebrajski ponad jidysz, segregacja gospodarek żydowskich i arabskich – została obalona; Szochat i Ben-Cwi zostali wybrani na delegatów na Światowego Kongresu Syjonistycznego, który odbył się tego roku w Hadze. Po powrocie utworzyli Bar-Giora – tajną organizację paramilitarną zaangażowaną w walkę zbrojną. Pierwsza dziewięcioosobowa grupa spotkała się 27 września 1907 roku w pokoju Ben Cwiego w Jaffie. Przysięgli zachować tajemnicę – pod groźbą śmierci – i przyrzekli bezwzględną wierność swojemu przywódcy, Izraelowi Szochatowi. Jej motto brzmiało: „Judea upadła we krwi i ogniu, Judea znów powstanie we krwi i ogniu”. Wizją Szochata było stworzenie hebrajskiej siły militarnej, która mogłaby poprowadzić zbrojne powstanie i stworzyć państwo żydowskie. Wewnętrzny krąg dziewięciu miał stworzyć podległe organizacje, którymi można było manipulować w kierunku ostatecznego celu. Miały powstać dwie sfery: strażnicy dla istniejących kolonii oraz pasterze, którzy przeprowadzą szczegółowe badania terenu. Założyli nowe kolonie graniczne wzorowane na czerkieskich wioskach, gdzie mieszkańcy połączyliby szkolenie wojskowe z rolnictwem.
W maju 1908 roku ożenił się z Manją Wilbuszewicz i we wrześniu poprowadzili jego 20-osobową grupę do Sejery, gdzie przejęli prowadzenie farmy szkoleniowej. Ich pierwszym działaniem była inżynieria zwalniania czerkieskiego nocnego stróża. Doprowadziło to do kilku miesięcy nocnych ostrzałów wymierzonych w gospodarstwo i Moszaw. Bar Giora zorganizował nocną ochronę i uzbrojenie robotników rolnych. Następnego lata na tajnym spotkaniu w Kefar Tawor Bar Giora przemienił się w Ha-Szomer, którego głównym celem było zapewnienie bezpieczeństwa, a także założenie odległych kolonii. Szochat pozostał absolutnym liderem. Ha-Szomer nigdy nie miał więcej niż stu członków. Jego uruchomienie zbiegło się w czasie z upadkiem drugiej aliji, kiedy więcej Żydów wyjechało niż przybyło. Przekonani, że przyszła droga do niezależnego państwa żydowskiego wiedzie przez rewolucję Młodych Turków i co rozumiał jako obietnicę statusu wspólnoty autonomicznej, Izrael i Manja przenieśli się do Stambułu, gdzie Szochat zapisał się na uniwersytet, aby studiować prawo. Podczas wojny bałkańskiej w 1913 r. zwrócił się do przywódców osmańskich z propozycją powołania żydowskiej jednostki kawalerii, twierdząc, że ma już pięćdziesięciu ochotników. Wojna skończyła się, zanim jego plany mogły zostać zrealizowane.

#### Polityka i żydowska samoobrona
Wraz z Israelem Giladim, Aleksandrem Zaidem i Mendlem Portugali przekonał niektórych żydowskich rolników, aby pozwolili im pomóc w ochronie pól. To był skromny początek.
Szochat reprezentował Poalej Syjon na Kongresie Syjonistycznym w 1907 roku, który odbył się w Hadze w Holandii. Był pierwszym przedstawicielem swojej partii z Palestyny. Nie był w stanie przedstawić swojego pomysłu zgromadzeniu i w prywatnej rozmowie Menachemem Usyszkinem, który powiedział Izraelowi, że jest o wiele za młody, aby odnieść sukces w obronie narodowej. Icchak Ben-Cwi, przedstawiciel Ukrainy, był otwarty i razem wrócili do Palestyny, pracując po drodze.

#### Organizacje paramilitarne
W 1907 roku Izrael Szochat był jedną z 10 osób, które w mieszkaniu Icchaka Ben Cviego w Jaffie założyły tajną organizację Bar-Giora, która starała się stworzyć uzbrojone siły żydowskie. Swoją nazwę zawdzięcza jednemu z czołowych żydowskich buntowników pierwszej wojny żydowsko-rzymskiej. Manja Wilbuszewicz, liderka i założycielka kolektywu w Sejera, przekonała Szochat do przyłączenia się do tamtejszej osady rolniczej. Zgodził się, stając się drugim przywódcą społeczności, w której wyszkolił żydowskich strażników. W maju 1908 roku Izrael i Manja pobrali się. W następnym roku Izrael i Manja Szochat byli jednymi z czołowych założycieli Ha-Szomer (heb. Strażnik), przedsięwzięcia bardziej ambitnego niż Bar-Giora, pierwszej próby zorganizowanej obrony dla wszystkich społeczności żydowskich w Palestynie.

#### I wojna światowa: deportacja
W 1914 roku Imperium Osmańskie przystąpiło do I wojny światowej. Władze tureckie patrzyły na Żydów w Palestynie z dużą dozą nieufności, zwłaszcza na obywateli rosyjskich, takich jak Szochatowie, którzy po tym, jak zostali złapani na ukrywniu broni dla organizacji Ha-Szomer, zostali deportowani do anatolijskiego miasta Bursa w Turcji. Podczas gdy ich pierworodny syn, Gideon („Geda”), urodził się w Palestynie w pierwszych latach ich małżeństwa, ich córka Anna urodziła się w Anatolii w 1916 roku.

#### Polityka, batalion pracy i Hagana
Rodzina Szochatów wróciła do Palestyny w okolicach święta Pesach 1919 roku, po wzięciu udziału w zjeździe Poalej Syjon w Sztokholmie. Obaje dołączyli do Achdut ha-Awoda, partii robotniczej kierowanej przez Dawida Ben-Guriona. Początkowo Izrael Szochat uprawiał ziemię w Kefar Giladi, ale wkrótce zaangażował się w założenie słynnego Batalionu Pracy Gdud ha-Awoda i organizację obrony Galilei. W 1920 roku Ahdut HaAvoda zdecydowała zastąpić istniejące bojówki Ha-Szomeru nową organizacją, Hagana, utworzoną jako paramilitarne ramię Histadrut. Podczas zamieszek w 1921 roku Izrael Szochat brał czynny udział w obronie Tel Awiwu i Jaffy. W tym samym roku jego żona wyjechała do Stanów Zjednoczonych z misją zbierania pieniędzy dla Histadrut i raczej z własnej inicjatywy dla Hagany. Ze względu na opozycję polityczną w społeczności żydowskiej udało jej się zebrać tylko kilka tysięcy dolarów, które wysłała do czekającego w Wiedniu Izraela Szochata, który nadzorował zakup i wysyłkę broni do administrowanej przez Brytyjczyków Palestyny.
W latach 1921–1926 Izrael Szochat był członkiem Żydowskiej Rady Narodowej. Odegrał także kluczową rolę w tworzeniu Hapoel. W latach 30. po długim konflikcie z Histadrut wycofał się z życia politycznego.

#### Śmierć
Izrael Szochat zmarł w 1962 roku i wraz z żoną został pochowany w Kefar Giladi.

## Rodzina
Izrael i Manja mieli razem syna Gideona (Geda) i córkę Anę.